# Molly Moon et le Livre magique de l'hypnose
 (septembre 2020).
Si vous disposez d'ouvrages ou d'articles de référence ou si vous connaissez des sites web de qualité traitant du thème abordé ici, merci de compléter l'article en donnant les références utiles à sa vérifiabilité et en les liant à la section « Notes et références ».
Molly Moon et le Livre magique de l'hypnose est le premier tome de la série littéraire centrée sur le personnage de Molly Moon créé par Georgia Byng.

## Résumé du livre
Dans le premier livre, Molly, jeune orpheline de 11 ans, apprend à hypnotiser des personnes grâce au livre de l'Hypnose du Dr Logan, trouvé un après-midi pluvieux où elle avait abandonné le cross de son école et était partie se réfugier à la bibliothèque de sa commune, Briesville. Là, dans le rayon Z, elle s'était endormie. À son réveil, elle avait trouvé le livre et l'avait emmenée à l'orphelinat où elle se fait porter pâle à son retour. A l'infirmerie, elle avait lu et appris toutes les leçons du Dr Logan sauf celles des chapitres 7 et 8, qui avaient été arrachées.
En utilisant ses nouveaux pouvoirs, elle quitte l'orphelinat en compagnie de Pétula, (la chienne de Miss Adderstone) après avoir hypnotisé Hazel, sa pire ennemie, toute sa bande, la directrice et Edna. Elle s'envole pour New York grâce à l'argent qu'elle a gagné en hypnotisant le public et le jury du concours des jeunes espoirs de Briesville. Elle part pour faire fortune mais aussi pour essayer de retrouver son meilleur ami Rocky Scarlet qui avait été adopté juste avant son départ. 
Arrivée sur place, son compte en banque s'épuisant rapidement, elle hypnotise deux imprésarios et vole le rôle de Davina Nuttel dans la comédie musicale "Stars sur Mars" . Elle connait le succès en hypnotisant son public et mène une vie de rêve, jusqu'à l'enlèvement de Pétula par l'ignoble Simon Nockman, escroc de bas étage rêvant de cambrioler la Shoring, une banque de New York spécialisée dans les bijoux.

S'ensuit un horrible chantage où Simon Nockman oblige Molly à cambrioler la banque de ses rêves. 
Mais celle-ci retrouve Rocky peu avant l'attaque et, après quelques péripéties, ils cambriolent la Shoring, puis rendent les bijoux dans leur totalité, retrouvent Pétula et enfin neutralisent Nockman en l'hypnotisant. 
Ils rentrent ensuite à Hardwick House.
Mais en arrivant à leur ancien orphelinat, le groupe découvre une bâtisse délabrée, qui semble complètement déserte à première vue.
Ils y découvrent un champ de bataille ou se réunissent les souris, la saleté et ou les tortionnaires de Molly broient du noir devant la télévision. Celle-ci rassemble tout le monde et devant une omelette aux pommes de terre, les pensionnaires lui confient qu'elle a été la vie après son départ suivi de près par celui de Edna et de Miss Adderstone.
Livrés à eux-mêmes, la situation n'a cessé d'empirer pour les orphelins. Molly appelle à la rescousse Mme Tinklebury, la nourrice de l'orphelinat. Celle-ci arrive et en renfort de Nockman, ils font place nette dans tout l'orphelinat. Molly, avec l'argent qu'elle a gagné à New York, redécore entièrement la vieille maison. Le soir de Noël, elle entre sous hypnose temporaire et va rendre le livre de l'Hypnose à sa véritable propriétaire, Lucy Logan, bibliothécaire de la bibliothèque de Briesville. Celle-ci la convie à revenir la voir pour parler d'hypnotisme où elle-même excelle.